# Distretto di Senafè
Il distretto di Senafè è un distretto dell'Eritrea nella regione del Sud (Eritrea), che ha come capoluogo la città di Senafè.